# Katona György (labdarúgó, 1960)
Katona György (Budapest, 1960. április 16. –) válogatott labdarúgó, csatár.

## Pályafutása

### Klubcsapatban
A Dunakeszi VSE csapatában kezdte a labdarúgást. Ezt követően szerepelt az III. kerületi TTVE, majd a 22. sz. Volán együttesében. Sorkatonai szolgálata alatt a H. Rákóczi SE labdarúgója volt. 1983 és 1985 között a Vasas, 1985–86-ban a Bp. Volán csapatában szerepelt. 1986 és 1990 között az Újpesti Dózsa játékosa volt, ahol tagja volt az 1987-ben magyar kupát, 1990-ben bajnokságot nyert csapatnak. 1990-ben a finn Valkeakosken Haka csapatához szerződött.

### A válogatottban
1988 és 1990 között két alkalommal szerepelt a válogatottban. Háromszoros olimpiai válogatott (1986–88, 2 gól), hatszoros egyéb válogatott (1986–88, 3 gól).

## Sikerei, díjai
- Magyar bajnokság
  - bajnok: 1989–90
  - 2.: 1986–87
  - 3.: 1987–88
- Magyar kupa (MNK)
  - győztes: 1987

## Statisztika

### Mérkőzései a válogatottban
| Magyarország | Magyarország      | Magyarország            | Magyarország | Magyarország | Magyarország | Magyarország | Magyarország | Magyarország |
| #            | Dátum             | Helyszín                | Hazai        | Eredmény     | Vendég       | Kiírás       | Gólok        | Esemény      |
| ------------ | ----------------- | ----------------------- | ------------ | ------------ | ------------ | ------------ | ------------ | ------------ |
| 1.           | 1988. március 16. | Budapest, Népstadion    | Magyarország | 1 – 0        | Törökország  | barátságos   | -            | 64'          |
| 2.           | 1990. április 11. | Salzburg, Lehen Stadion | Ausztria     | 3 – 0        | Magyarország | barátságos   | -            | 64'          |
|              | Összesen          |                         |              | 2            | mérkőzés     |              | 0            | gól          |